# غاز کوتوله
غازهای کوتوله (به انگلیسی: Pygmy goose) گروهی از " اردک‌های شاخه‌نشین " بسیار کوچک از سردهٔ Nettapus هستند که در مناطق گرمسیری جهان قدیم تولیدمثل می‌کنند. آنها کوچک‌ترین پرندگان وحشی هستند. از آنجایی که "اردک‌های شاخه‌نشین" یک گروه پیراتبار هستند، باید در جای دیگری قرار گیرند. رابطه اولیه فرض‌شده با زیرخانواده اردک‌های روآبچر Anatinae مورد سؤال قرار گرفته‌است، و به نظر می‌رسد که آنها یک دودمان را در یک واگرایی باستانی گوندوانی از پرندگان آبزی تشکیل می‌دهند، که در آن وابستگی‌های نامشخصی وجود دارد. یک گونه فسیلی توصیف‌نشده از همفیلیان اواخر (۵٫۰–۴٫۱ میلیون سال پیش) از خالیسکو، در مرکز مکزیک، نیز از انتهای دیستال یک tarsometatarsus شناسایی شده‌است. این تنها رکورد از این این سرده در جهان جدید است.
سه گونه زنده در این سرده وجود دارند.